# Am5x86
L'Am5x86 è un microprocessore x86 prodotto da AMD a partire dal 1995 per effettuare l'upgrade diretto di sistemi basati su processori 486; per questo scopo era uno dei processori più veloci e compatibili.

## Descrizione
L'Am5x86 (conosciuto anche come AMD5x86, 5x86-133, X5-133 e venduto da altri produttori come Turbochip) è un processore 486 standard con un moltiplicatore interno impostato a 4, permettendo alla CPU di funzionare a 133 MHz su sistemi senza supporto ufficiale per processori DX2 o DX4. Come la maggior parte degli ultimi processori 486, questo supportava 16 KB di memoria cache L1 write-back, e non 8 come nella maggior parte dei casi. Ha visto la luce anche una rara versione a 150 MHz.
Dato che un moltiplicatore di clock di quattro non era compatibile col Socket 3, AMD fece in modo che il processore interpretasse i segnali della scheda madre impostata a due come quelli di una impostata a quattro. Il chip era inoltre compatibile con i Socket 1 o 2 dei 486 più vecchi, ma in questo caso serviva un adattatore per il voltaggio.,
La combinazione di altissima frequenza e supporto per memoria write-back permetteva al design 5x86 di raggiungere, o anche sorpassare, un Intel Pentium a 75 MHz in applicazioni professionali. Inoltre, grazie alla propria natura di 486 puro, era compatibile con i sistemi più vecchi, mentre il suo principale rivale, di poco più veloce, il Cyrix Cx5x86, aveva problemi in questo. La CPU veniva spesso overcloccata a 160 MHz, a volte raggiungendo le prestazioni di un Pentium-100. Anche se viene riportato che alcuni riuscirono a portare il chip a 200 MHz, questo poteva essere difficilmente ottenuto a causa della rarità di schede video che avrebbero potuto essere abbinate ad un bus di sistema a 50 MHz su un sistema VESA.
Il 5x86 è inoltre degno di nota per essere stata la prima CPU ad essere valutata col controverso PR rating: dato che esso era equivalente nei benchmark ad un Pentium-75, AMD chiamò gli ultimi processori col nome di "Am5x86-P75".
Le vendite di questo processore diedero ossigeno all'azienda mentre questa stava avendo problemi con la messa in opera della produzione dell'AMD K5 e quindi piccoli profitti.
AMD produsse il 5x86 per i PC fino al 1999. Questo era stato popolare in sistemi desktop di fascia bassa e in molti portatili, ed era inoltre stato venduto come componente per l'upgrade diretto di sistemi 486: alcune terze parti misero in commercio dei kit con un 5x86, un adattatore per il voltaggio ed uno per il socket, che poteva essere usato praticamente su ogni scheda madre 486 mai prodotta. Al giorno d'oggi il chip viene usato in sistemi embedded.